# Río Aulencia
El Aulencia es un río español que discurre íntegramente por la Comunidad de Madrid. Nace en la vertiente sur de la sierra de Guadarrama, dentro del término municipal de Santa María de la Alameda, y desemboca por la derecha en el río Guadarrama, tributario, a su vez, del Tajo, después de recorrer 34 km.
A pesar de su corto trayecto y escaso caudal, este río tiene una cierta importancia histórica, debido a su vinculación con el Monasterio de San Lorenzo de El Escorial y el conjunto monumental de La Granjilla de La Fresneda. Es también uno de los principales suministradores de agua potable de la región madrileña, gracias al embalse de Valmayor, el segundo de mayor capacidad de la comunidad autónoma.

## Régimen hidrológico
El Aulencia es el principal afluente del Guadarrama, en cuya cuenca queda integrado, formando una cuenca subsidiaria de 101,41 km². Con un caudal medio anual de 0,45 m³/s, presenta un régimen mixto pluvionival, característico de los ríos de montaña media del área mediterránea. Al igual que todas las corrientes fluviales que se originan en las laderas meridionales de la sierra de Guadarrama, su máximo hidrológico tiene lugar en los meses de marzo y abril, debido a la fusión de las nieves, mientras que, durante el verano y hasta la entrada del otoño, tiene lugar un fuerte estiaje, llegando incluso a secarse en su curso alto.

## Curso

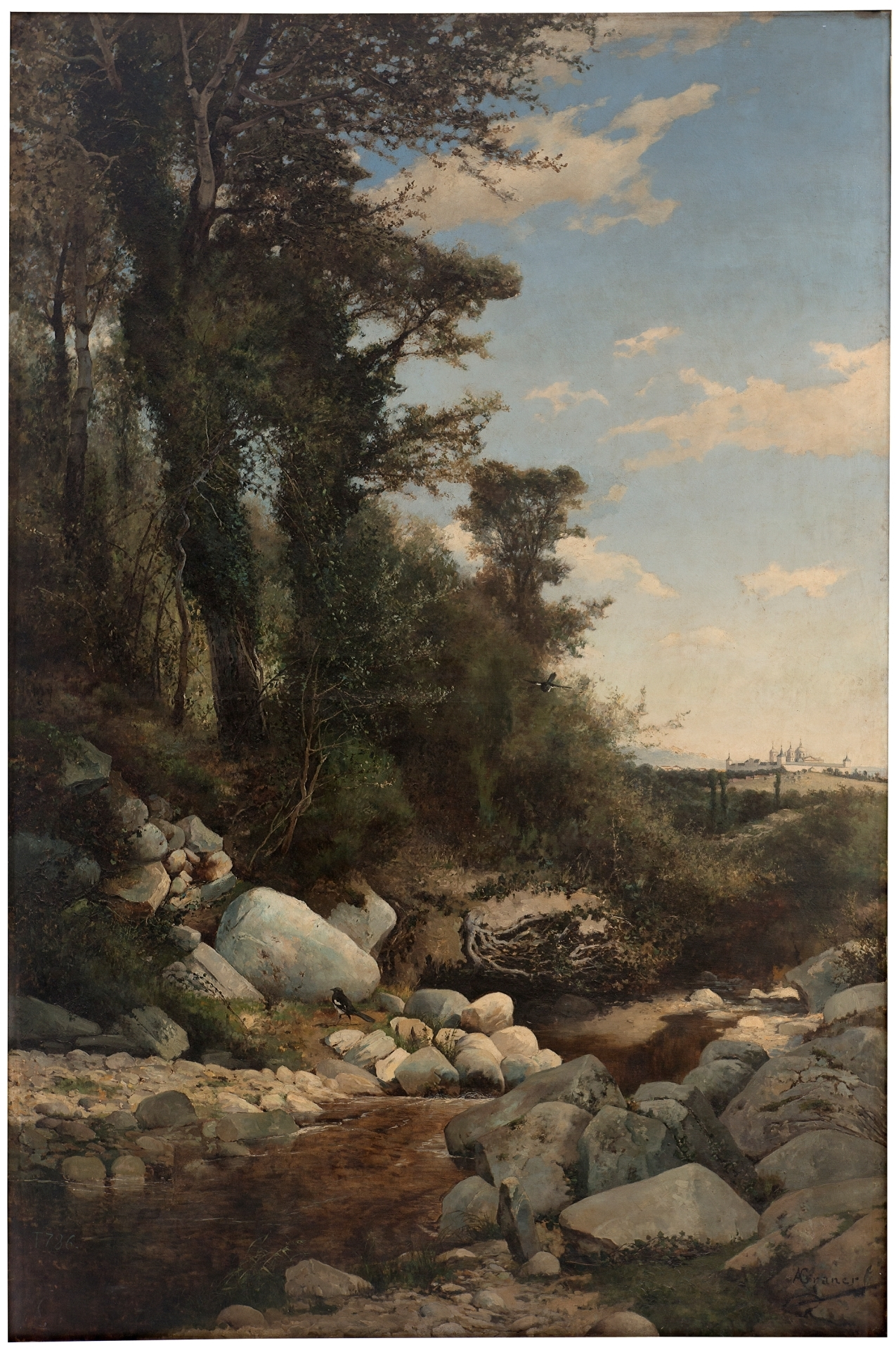
Arroyo del Batán (1887), de Antonio Graner y Viñuelas. Museo del Prado, Madrid. Puede verse el primer tramo del río, conocido como arroyo del Batán.

El Aulencia es conocido como arroyo del Batán en su tramo inicial. Nace en el puerto de la Cruz Verde (a 1256 m de altitud), en la vertiente del municipio de San Lorenzo de El Escorial, al noroeste de la Comunidad de Madrid. Al poco de nacer confluye con el arroyo del Valle, que baja desde el puerto de la Paradilla (a 1342 m de altitud), en Santa María de la Alameda. 
Tras ser retenidas sus aguas en el embalse del Batán, atraviesa el espacio protegido de La Herrería y recibe las aguas de diferentes cursos fluviales provenientes del Monte Abantos, como los arroyos del Romeral, del Arca del Helechal, de los Castaños y de Barranquilla.
Se adentra después en el término municipal de El Escorial y cruza su casco urbano por la parte meridional. A la salida del mismo, pasa por el conjunto histórico-artístico de La Granjilla de La Fresneda, donde ya adopta el nombre de río Aulencia. 
Por medio de distintas canalizaciones, presta su caudal a los estanques renacentistas de La Granjilla I (Estanque de Arriba), La Granjilla II (Estanque de la Isla o Cenador Real), La Granjilla III (estanque de Neptuno o Merendero Real) y La Granjilla IV (Estanque de Abajo). Fueron construidos a partir de 1566 en el contexto del proyecto paisajístico ideado por el arquitecto Juan Bautista de Toledo, a iniciativa del rey Felipe II.
Continúa en sentido sudeste y, en su confluencia con el arroyo Ladrón, queda retenido en el embalse de Valmayor, que, con una capacidad de 124,4 hm³, es el segundo mayor de la Comunidad de Madrid, después del El Atazar (425,3 hm³), levantado sobre el río Lozoya. Su presa tiene 60 m de altura y 1215 m de longitud.

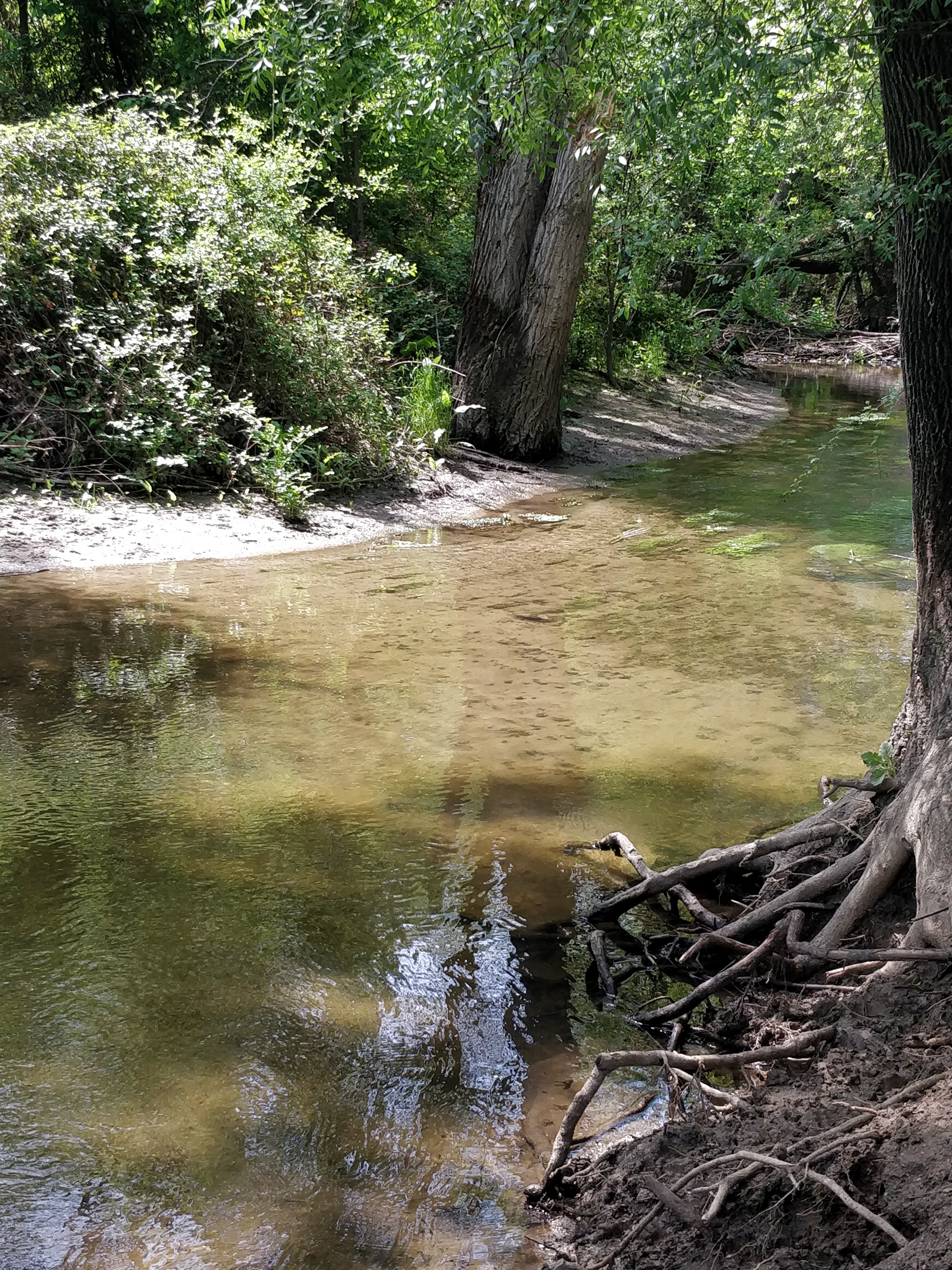
Bosque-galería en las riberas del río.

Dicho pantano también se alimenta del trasvase de las Nieves, un canal artificial que desvía las aguas del río Guadarrama desde un azud situado en Galapagar, así como del trasvase San Juan-Valmayor, que hace lo propio desde el río Alberche. 
A su paso por este embalse, desde la cola hasta la presa, el Aulencia recorre doce kilómetros, inunda tres términos municipales (El Escorial, Colmenarejo y Valdemorillo) y atraviesa dos carreteras regionales. Salva la M-505 (Las Rozas-El Escorial) por medio de un viaducto de 700 m de largo y se topa en la presa con la M-510 (Chapinería-Valdemorillo-Colmenarejo), que pasa por la coronación. 
Nada más salir de Valmayor, entra en el parque regional del Curso medio del río Guadarrama y su entorno, que protege su curso hasta su desembocadura, y apenas dos kilómetros aguas abajo, vuelve a ser contenido, esta vez en el embalse de Valmenor, ubicado en Colmenarejo. Conocido también como la Presa Vieja o Presa de Aulencia, fue realizado entre 1942 y 1950 para garantizar el suministro de agua a varios pueblos y quedó en desuso en 1975.
En su curso bajo el Aulencia cruza los términos municipales de Villanueva del Pardillo y de Villanueva de la Cañada, donde le tributan por la derecha los arroyos de las Huertas, de Pedro Elvira, de las Cárcavas y de los Pontones. Desemboca en el río Guadarrama, cerca del castillo de Aulencia o de Villafranca, localizado en las inmediaciones de la urbanización Villafranca del Castillo.

## Valores ambientales
El río Aulencia recorre dos espacios naturales protegidos. Mientras que su curso alto atraviesa el Paraje pintoresco del Pinar de Abantos y Zona de La Herrería, el medio y bajo quedan integrados dentro del parque regional del Curso medio del río Guadarrama y su entorno, en concreto, el tramo que va desde la presa de Valmayor hasta su desembocadura en Villanueva de la Cañada. 
Esta parte se caracteriza por la presencia de bosques de ribera y de encinares. Entre estos últimos, destacan los situados en el Monte de Garnica, en el término municipal de Colmenarejo, y el Cerro Peral, en el de Valdemorillo.
Por su parte, el embalse de Valmayor también se encuentra protegido, en el marco de la Ley 7/1990, de 28 de junio, de Protección de embalses y zonas húmedas de la Comunidad de Madrid.

## Patrimonio histórico-artístico

### Curso alto
El río Aulencia posee un rico patrimonio histórico-artístico en su curso alto, fruto del aprovechamiento hidráulico del que fue objeto para la constitución y mantenimiento del Real Sitio de El Escorial. En este tramo se concentran numerosos restos de molinos, batanes, presas, puentes y estanques levantados a lo largo de los siglos XVI, XVII y XVIII:

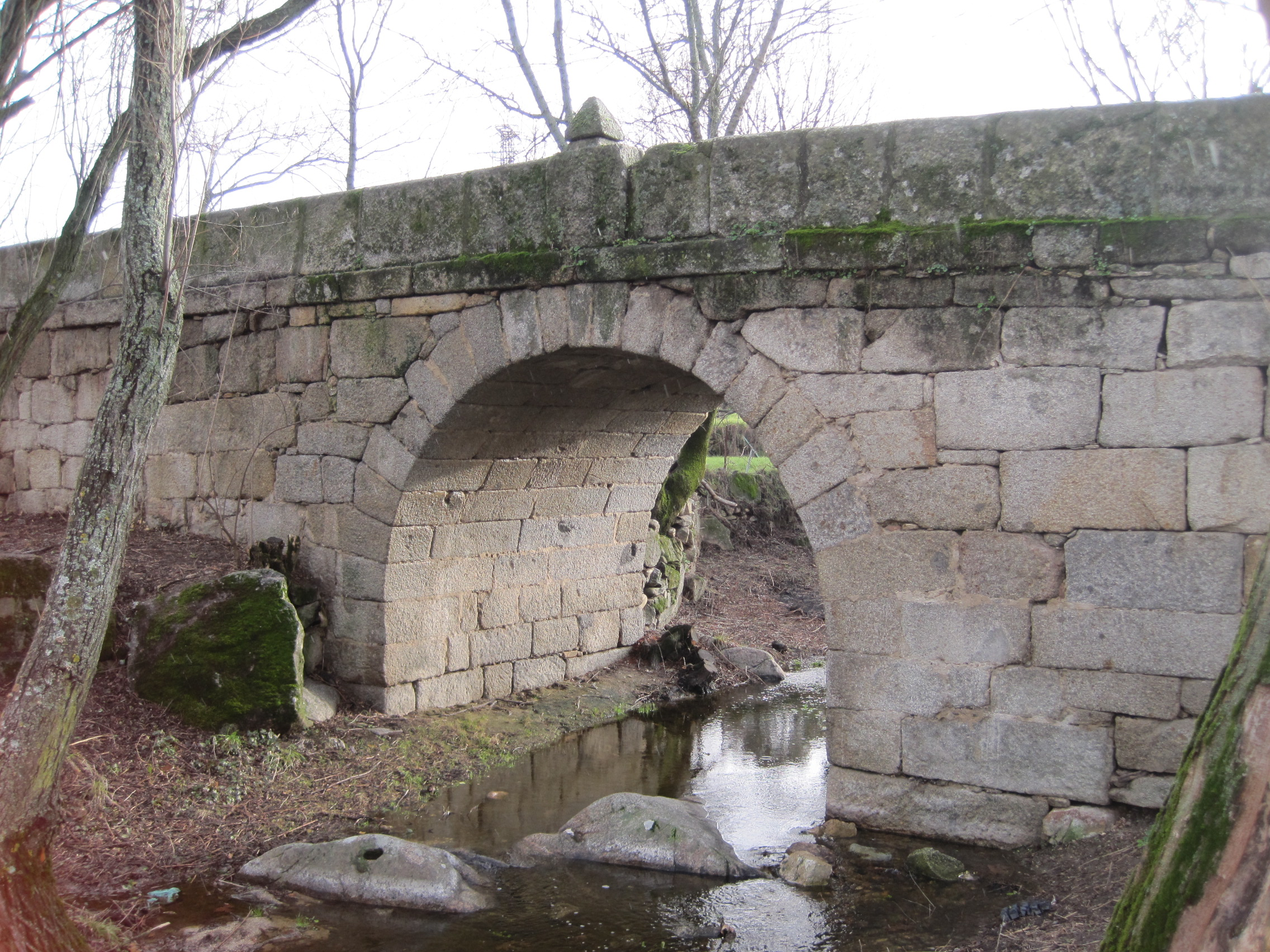
El llamado Puente Romano, del, en el término de El Escorial.

- Batán del Monasterio de San Lorenzo de El Escorial. Fue edificado como lavatorio de ropa entre 1582 y 1584. Consiste en una sencilla estructura rectangular, de dos plantas por su parte sur y una por la norte, con cubierta a cuatro aguas de teja curva.[9]

- Molino Caído. En 1578 Felipe II ordenó construir un molino para el corte de jaspe, dirigido a «labrar, bruñir y aderezar la piedra de mármol»[5] empleada en diferentes obras del Monasterio de San Lorenzo de El Escorial. El molino se puso en pie a partir de una iniciativa del escultor Jacome da Trezzo, ante la necesidad de contar con algún tipo de ingenio que le permitiese cortar y pulir los jaspes[10] del tabernáculo en el que estaba trabajando para la basílica. Para su diseño contó con la colaboración del arquitecto y matemático Juan de Herrera.[11]

- Molino Tornero. Aunque las primeras referencias escritas de este molino aparecen a comienzos del siglo XV, no es hasta el siglo XVI cuando adquiere cierta importancia histórica, al ordenar el rey Felipe II su ampliación y mejora.[12] Estuvo en funcionamiento hasta finales del siglo XIX y en el siglo XX fue restaurado para su habilitación como espacio de reuniones y celebraciones.

- Puentes. Siguiendo el curso de aguas arriba a aguas abajo, el primer puente de interés histórico-artístico que cruza el Aulencia es el conocido como Romano (o del Vivero), que, pese a su nombre, fue erigido en el siglo XVII. Más adelante el río llega hasta un pequeño puente adintelado, probablemente construido en 1591 por el maestro cantero Pedro del Carpio, por el que pasa la carretera M-600.[13]

En el camino a La Granjilla de La Fresneda se levantan los puentes del Rodeo, dos estructuras gemelas, realizadas en 1672, con dos arcos de medio punto adovelados y un tajamar en forma de proa de nave. Uno de ellos lleva esculpido el escudo del Real Monasterio, con la característica parrilla, y el otro se adorna con el escudo real. No muy lejos, en la heredad del Prado de las Calles, se ubica el Puente del Secreto, que data probablemente del siglo XVI. Antes de introducirse en el embalse de Valmayor, el Aulencia llega al llamado Puente de los Buzones, edificado durante el reinado de Carlos III, con el que abandona el Real Sitio de El Escorial.
Fuera de su cauce, cabe destacar tres puentes construidos sobre tres de sus afluentes. En el bosque de La Herrería se encuentra el Puente del Infante, que salva el arroyo del Arca del Helechal (o del Infante), y sobre el arroyo de las Cebadillas, en el antiguo camino real de Galapagar, se localiza el de Pontones, del siglo XVIII, llamado así por fray Antonio de Pontones, su posible autor. Bajo las aguas del embalse de Valmayor yace sumergido el Puente del Tercio (1767-1768), que permitía cruzar el arroyo Ladrón.
- Presas y estanques. En la La Granjilla de La Fresneda se conservan cuatro estanques de origen renacentista, que forman parte de un complejo de jardines, huertas, palacios y bosques, proyectado en la segunda mitad del siglo XVI por Juan Bautista de Toledo, para disfrute de Felipe II, siguiendo el modelo de la Casa de Campo de Madrid, por él mismo desarrollado.

El abastecimiento de agua se hacía por medio de una cacera instalada en el río Aulencia, cuyo codo de captura se sitúa a la altura del Molino Tornero, y que alimentaba una red hidráulica que, a través de varias caceras subsidiarias, permitía tener llenos los estanques y garantizar el riego a las plantaciones.
Aunque desvinculado del Real Sitio, debe citarse también el embalse del Batán, que se hizo en el año 1861 y que fue reconstruido posteriormente. Durante años estuvo dando servicio a la Compañía de los Caminos de Hierro del Norte de España, garantizando el suministro de agua a sus locomotoras de vapor.

### Curso medio
- Molino del Puente Caído. Las ruinas de este antiguo molino de cubo, del que no hay datación, se encuentran dentro del término municipal de Colmenarejo, en la orilla izquierda del Aulencia. Los restos mejor conservados son el cubo, un depósito cilíndrico donde quedaba embalsada el agua, y el caz, un canal situado unos 700 m aguas arriba, que desviaba el caudal del río hasta el molino.[14]

- Puente Caído. Tampoco se sabe en qué fecha se construyó este puente, del que solo se mantienen en pie dos machones de hormigón y sillarejo, correspondientes a una de las pilas. Fue levantado en el Cordel de la Espernada, un tramo de un primitivo camino romano,[14] que unía las ciudades de Toledo y Segovia, y que tuvo una gran importancia durante la Edad Media para la repoblación de la zona. Su nombre proviene de La Despernada, nombre que recibía Villanueva de la Cañada hasta al menos el siglo XVI.[15]

- Mojón de Carlos IV. En el Cordel de la Espernada, en las cercanías del Puente Caído, se conserva un mojón de piedra de finales del siglo XVIII, que marcaba el límite de un cazadero real, reservado a Carlos IV.[14] Tiene grabada la siguiente inscripción: «Bedado (sic) de caza menor. Año de 1793».

### Curso bajo

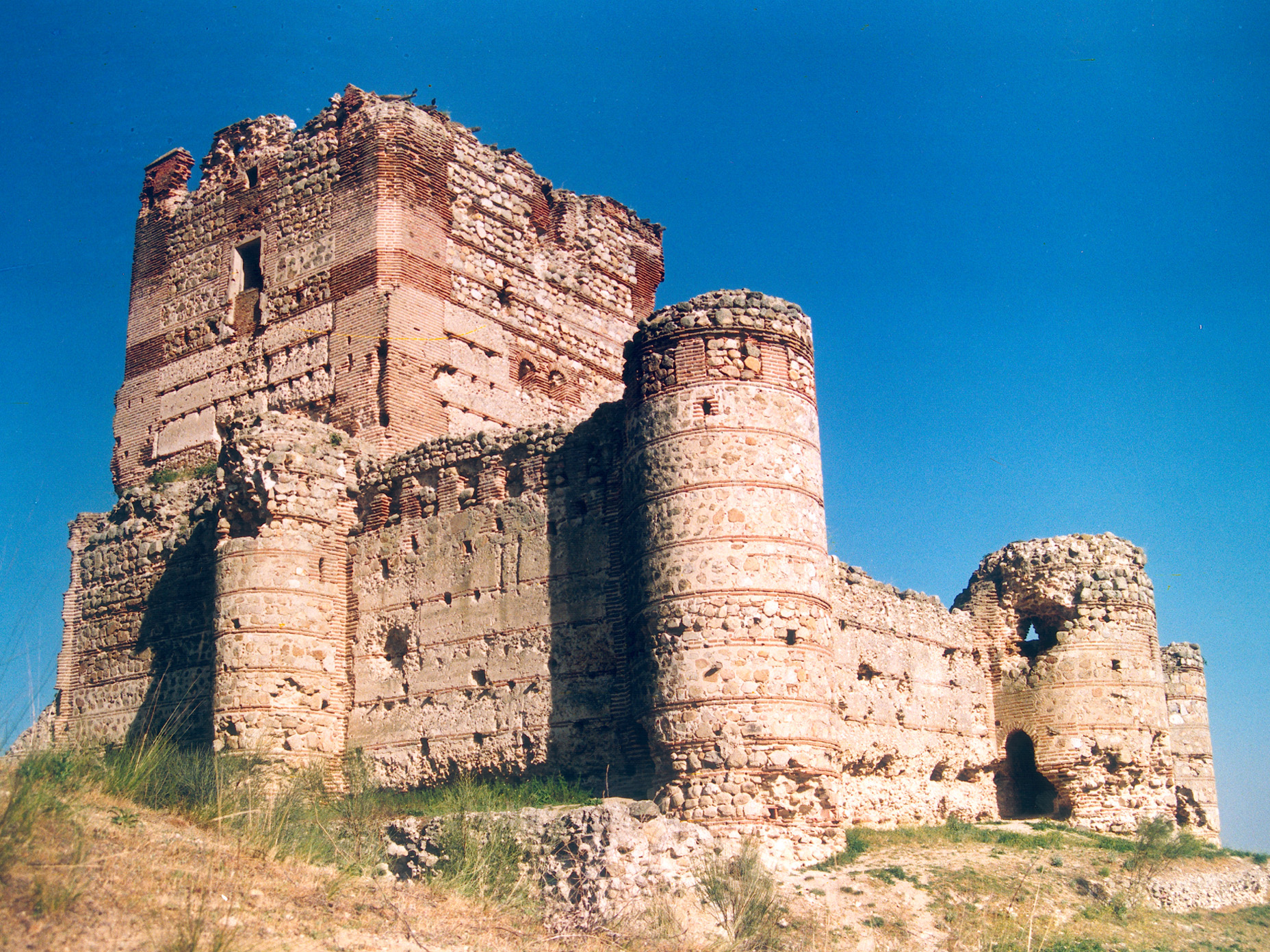
El Aulencia desemboca junto a este castillo, al que presta su nombre, en Villanueva de la Cañada.

- Castillo de Aulencia. El Castillo de Aulencia se encuentra muy cerca de la Centro Europeo de Astronomía Espacial, en las inmediaciones de la desembocadura, dentro del término municipal de Villanueva de la Cañada. Se desconoce en qué momento fue construido, aunque puede aventurarse que fue en el siglo XV, coincidiendo con la fundación del mayorazgo de Villafranca en 1450.[15] Se asienta sobre una planta cuadrangular de 25 m de lado, con ocho torres semicilíndricas en los ángulos y en los centros de los lados, además de una gran torre del homenaje, de 20 m de alto, adosada a la esquina nororiental.